# 沈仁干
沈仁干（1943年—），男，湖南浏阳人，中华人民共和国政治人物，曾任新闻出版总署党组成员，国家版权局副局长，中国出版工作者协会副主席，第十届全国政协委员。